# Campamento de Rashidieh
El campamento de Rashidieh o Al Rashidiya es un campamento de refugiados palestinos en Líbano, ubicado a unos cinco kilómetros al sur de la ciudad de Tiro y a unos 20 kilómetros al norte de la frontera entre Líbano e Israel. En 2018, el campamento tenía una población de unos 31.478 refugiados registrados y una superficie de aproximadamente un kilómetro cuadrado.

## Historia
El campamento de Rashidieh se divide en dos partes diferenciadas desde un punto de visto histórico. En 1936, las autoridades del Mandato Francés del Líbano crearon la parte "vieja" del campamento para acomodar a refugiados del genocidio armenio que habían huido anteriormente al Líbano.
El 29 de noviembre de 1947, la Asamblea General de las Naciones Unidas aprobó la resolución 181, más conocida como el Plan de Partición de Palestina, que impulsaba la creación de un estado judío y uno árabe en el territorio del Mandato Británico de Palestina. Como consecuencia del avance de las tropas judías antes y durante la guerra árabe-israelí de 1948, unos 700.000 palestinos fueron expulsados o huyeron de sus hogares. A la conclusión de la guerra, Israel les negó el derecho de retorno, por lo que en Naciones Unidas se decidió crear la Agencia de Naciones Unidas para los Refugiados de Palestina en Oriente Próximo (UNRWA) y una serie de campamentos de refugiados en la Franja de Gaza, Cisjordania, Líbano, Siria y Jordania. En 1948, y como consecuencia de la llegada masiva de refugiados palestinos, el campamento pasó a estar enfocado a este colectivo.
En 1963, las autoridades libanesas crearon la parte "nueva" del campamento para dar cobijo a refugiados palestinos que habían sido evacuados del campamento de Gourad, en la región de Baalbek. Estos refugiados eran originarios de las localidades palestinas de Deir al-Qassi, Alma an-Naher y de otras aldeas del norte de Palestina.

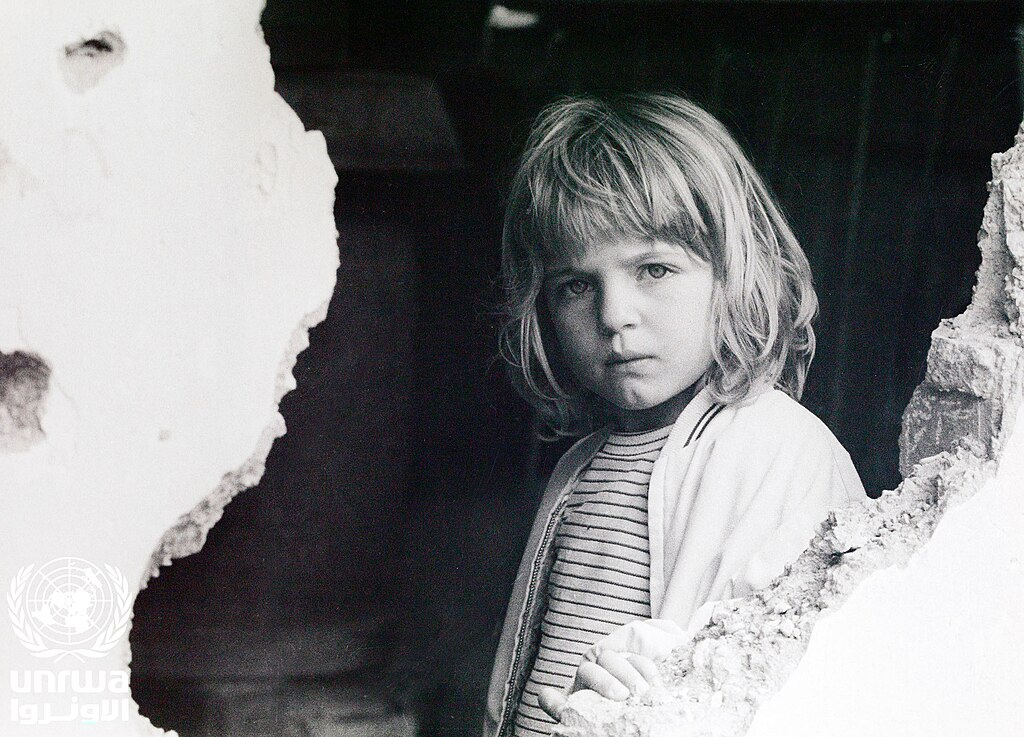
Niña palestina mira por el hueco de la pared de su casa, destruida por un ataque israelí en 1979

La guerra civil libanesa y la invasión israelí de 1982 azotó duramente al campamento de refugiados de Rashidieh, sobre todo entre los años 1982 y 1987, en los que más de 5.000 de los refugiados se vieron obligados a abandonar el campamento y unas 600 casas fueron destruidas total o parcialmente.
Actualmente, los refugiados palestinos en el Líbano están sujetos a una enorme discriminación por parte de las autoridades y de la sociedad libanesas. No tienen garantizados los derechos más básicos que sí tienen, en cambio, los propios libaneses o los extranjeros en el país, y ni siquiera se les garantizan sus derechos que, como refugiados, tienen según los acuerdos internacionales de los que el Líbano es signatario. Por ejemplo, los refugiados palestinos en el Líbano tienen prohibido trabajar en 72 profesiones distintas.

## Demografía
En 2006, la población del campamento era de aproximadamente 18.000 refugiados palestinos. En 2018, esta cifra casi se había doblado, alcanzando los 31.478 refugiados. De estos, en torno al 23% se encuentran en la franja de edad que va de los 0 a los 12 años, un 27% tiene entre 13 y 25 años, alrededor de un 24% está entre los 26 y los 40 años, un 18% tiene de 41 a 60 años y tan solo un 8% está por encima de los 60 años.

## Economía
El campamento tiene un enorme problema de desempleo, con la mayor parte de sus habitantes empleados en tareas agrícolas o en el sector de la construcción.

## Infraestructuras
Casi todas las casas del campamento tienen acceso a las redes de agua corriente y de electricidad, si bien el campamento no cuenta con un sistema de alcantarillado. UNRWA gestiona cuatro escuelas gratuitas para los refugiados, de la que una es un instituto de educación secundaria, así como un centro de salud y un centro de la tercera edad.

## Arte urbano

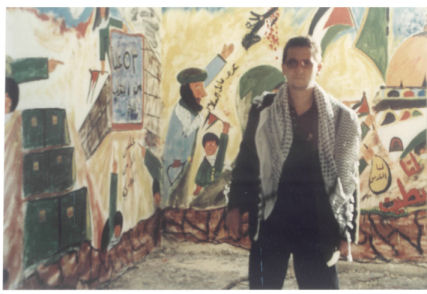
Mural del campamento de Rashidieh

El paisaje urbano del campamento es un reflejo del crecimiento del nacionalismo palestino en los campamentos de refugiados. Los palestinos expresan su deseo de regresar a sus hogares a través de murales, carteles y banderas que retratan su intento de generar y reproducir una identidad nacional palestina.

## Personas destacadas
Samir El-Youssef (nacido en 1965), escritor y crítico.